# Onthophagus anguicorius
Onthophagus anguicorius là một loài bọ cánh cứng trong họ Bọ hung (Scarabaeidae).